# Lampião
Virgulino Ferreira da Silva, mieux connu sous le nom de Lampião (« lanterne »), né le 7 juin 1897 près de Serra Talhada et mort le 28 juillet 1938 à Poço Redondo dans le Sergipe, est un chef des bandits comptant parmi les plus célèbres du Cangaço, une forme de banditisme endémique au Nord-Est du Brésil dans les années 1920 et 1930.
Les exploits de Lampião ont fait de lui un « héros populaire », une sorte d'équivalent brésilien du Jesse James américain.
Il s'est marié avec Maria Bonita (pt), une membre de son groupe.
|         |
| Lampião |

|                                                           |
| Lampião, Maria Bonita et leurs chiens Ligeiro et Guarani. |

## Culture populaire
Mulher Rendeira (pt) est une musique populaire racontant sa vie. Les artistes Sepultura, Hugo Pratt, Hermann, Danilo Beyruth, Soulfly, Lenine, Lima Barreto, Jorge Amado ou encore El Efecto lui ont rendu hommage dans l'une de leurs œuvres.
Le groupe de supporteurs Torcida Jovem do Sport du Sport Club do Recife utilise des références à Lampião et Maria Bonita dans ses chants et affiches.
Imperatriz Leopoldinense a effectué un hommage lors du Carnaval de Rio 2023.